# Hoppea
Hoppea es un género  de plantas con flores perteneciente a la familia Gentianaceae.  Comprende 3 especies descritas y de estas, solo 2 aceptadas.

## Descripción
Es una pequeña hierba anual, profusamente ramificada. Tallo pequeño, ramificado, 4 en ángulo, ± alado. Hojas subsésil-sésiles, elíptico-ovadas, 1-3 nervadas. Inflorescencia terminal axilar y laxa, 2-3 ramificada. Flores tetrámeras. Cáliz acampanado, lóbulos elíptico-lanceolados. Corola de color amarillo verdoso, lóbulos ovado-oblongas.  Cápsula elipsoide-globosa, de 2 con válvas, con muchas semillas.

## Taxonomía
El género fue descrito por  Carl Ludwig Willdenow y publicado en  Der Gesellsschaft Naturforschender Freunde zu Berlin, neue Schriften 3: 434. 1801.

## Especies aceptadas
A continuación se brinda un listado de las especies del género Hoppea aceptadas hasta marzo de 2014, ordenadas alfabéticamente. Para cada una se indica el nombre binomial seguido del autor, abreviado según las convenciones y usos.
- Hoppea dichotoma Willd.
- Hoppea fastigiata (Griseb.) C.B.Clarke